# Неговора, Андрей Владимирович
Андре́й Влади́мирович Негово́ра (род. 12 августа 1968, Тимашёвск, Краснодарский край) — российский ученый, руководитель научной школы в области технического сервиса автотракторной техники, инженер-механик. Доктор технических наук (2005), профессор (2010), заведующий кафедрой мобильных энергетических и транспортных средств Башкирского государственного аграрного университета, Член-корреспондент Общероссийской общественной организации «Российская инженерная академия» по направлению Машиностроение (2024), заслуженный работник транспорта Республики Башкортостан (2014). Заслуженный работник транспорта Российской Федерации (2024).

## Биография
Неговора Андрей Владимирович родился 12 августа 1968 года в городе Тимашевске Краснодарского края. В 1991 г. досрочно и с отличием окончил механический факультет Томского инженерно-строительного института по специальности «Автомобиль и автомобильное хозяйство». С 1987 по 1989 гг. служил в рядах Советской Армии. Трудовую деятельность начал в 1992 г. в должности заместителя начальника транспортного цеха ПО «Геофизприбор». В 1993 г. пришёл работать в Башкирский государственный аграрный университет на кафедру «Тракторы и автомобили», где работает до настоящего времени. В 1997 г. окончил аспирантуру Башкирского государственного аграрного университета и защитил кандидатскую диссертацию на тему: «Оценка влияния межцикловой неравномерности топливоподачи на технико-экономические показатели дизеля», в 2001 г. получил аттестат доцента; в 2004 г. защитил докторскую диссертацию на тему: «Улучшение эксплуатационных показателей автотракторных дизелей совершенствованием конструкции и технологии диагностирования топливоподающей системы», в 2009 получил аттестат профессора. Прошёл трудовой путь от учебного мастера, ассистента, доцента до профессора. В настоящее время является заведующим кафедрой «Мобильные энергетические и транспортные средства».

## Деятельность учёного, практика и педагога
Неговора А. В. является руководителем научной школы «Совершенствование конструкции, технологий и средств технического сервиса топливоподающих систем дизельных двигателей автомобилей, тракторов и мобильной техники». Научные исследования посвящены улучшению технического сервиса автотракторной техники, совершенствованию конструкции топливоподающих систем дизелей, исследованию проблем тепловой подготовки автомобилей, в результате которых получены следующие основные научные результаты:
— созданы технологии безразборной диагностики топливной аппаратуры с помощью информационно-измерительного комплекса. Разработки внедрены на предприятиях автомобильной промышленности Республики Башкортостан и других регионов Российской Федерации.
— концепция улучшения топливно-экономических и экологических показателей автотракторных дизелей, основанная на комплексном подходе к оптимизации смесеобразования, топливоподачи и методологии диагностирования топливоподающей системы в процессе эксплуатации;
— комплекс новых научных и технических решений по совершенствованию конструкций и совместной оптимизации топливоподающей системы и камеры сгорания, при реализации которых обеспечивается улучшение эксплуатационных показателей автотракторных дизелей;
— математическая модель аккумуляторной топливоподающей системы типа Common Rail для расчёта и оптимизации её элементов;
— технология диагностирования топливоподающей системы дизелей, разработанная на основе использования предложенных информационно-измерительных диагностических систем, обеспечивающая повышение достоверности диагноза;
-методики определения межцикловой неравномерности топливоподачи и оценки её влияния на эксплуатационные показатели работы дизеля, позволяющие обосновать величину допустимой нестабильности подачи топлива от цикла к циклу.
На основе исследований Неговоры А. В. разработаны и внедрены в производство конструкции электронно-управляемых топливоподающих систем, обеспечивающих повышение эксплуатационных показателей работы дизеля, современные средства диагностирования и экспериментального исследования процессов топливоподачи с регистрацией и автоматизированной обработкой данных на ЭВМ.
Неговора А. В. подготовил 1 доктора наук и 10 кандидатов наук.
Является бессменным директором научно-производственного подразделения кафедры НПО ООО «Башдизель», руководителем «Центра технической экспертизы при БГАУ», сертифицированным экспертом по техническому обслуживанию автотракторной техники, сопредседателем «Ассоциации предприятий автомобильного сервиса и транспорта РБ» и действительным членом Совета «Ассоциации ремонтно-обслуживающих предприятий АПК РБ», ведущим специалистом по диагностированию и ремонту дизелей и топливной аппаратуры зарубежного производства.

## Наиболее значимые научные работы
Неговора А. В. автор 272 научных работ, 5 рекомендаций производству, 33 патентов на изобретения и полезную модель, 2 учебников для студентов вузов.
- Технологические приемы обеспечения эксплуатационной надежности топливоподающих систем автотракторных дизелей / Неговора А. В. — СПб. : [б. и.], 2003 (Тип. СПб. гос. аграрного ун-та). — 212 с.[7]
- Диагностирование топливной аппаратуры автотракторных дизелей/ Л. В. Грехов, И. И. Габитов, А. В. Неговора // Актуальные проблемы теории и практики современного двигателестроения. Труды международной научно-технической конференции — Челябинск: ЮУрГУ, 2003. — С. 118—125[8].
- Топливная аппаратура автотракторных дизелей : учеб. пособие для студ. вузов, обуч. по спец. 311300 — «Механизация сельского хозяйства» и 311900 — «Технология обслуживания и ремонта машин в АПК» / И. И. Габитов, А. В. Неговора ; МСХ РФ. — Уфа : Изд-во БГАУ, 2004. — 216 с.
- Топливная аппаратура автотракторных дизелей : учеб.-практ. пособие для инженеров и специалистов по техническому сервису топливной аппаратуры дизелей / А. В. Неговора. — Уфа : Изд-во ООО «Башдизель», 2006. — 149 с.
- Рекомендации по техническому сервису топливной аппаратуры автотракторных и комбайновых дизелей / И. И. Габитов, А. В. Неговора ; МСХ РФ, МСХ РБ, Башкирский ГАУ. — Уфа : БГАУ, 2007. — 30 с.
- Техническое обслуживание и диагностика топливной аппаратуры автотракторных дизелей : учеб. пособие для студ. вузов, обуч. по направлению 140500-«Энергомашиностроение», спец… 110304-"Техн. обсл. и рем. маш. в агропром. компл. и 110301"Механиз. с/х" / И. И. Габитов, Л. В. Грехов, А. В. Неговора. — Уфа : БГАУ, 2008. — 238 с.
- Диагностика и техническое обслуживание машин : учебник для студентов вузов, обучающихся по спец. «Технология обслуживания и ремонта машин в агропромышленном комплексе» и «Механизация сельского хозяйства» / [А. Д. Ананьин, В. М. Михлин, И. И. Габитов, А. В. Неговора, А. С. Иванов]. — М. : Академия, 2008. — 429 с.
- Конструкция, расчет и технический сервис топливоподающих систем дизелей : учебное пособие для студ. вузов, обучающихся по специальностям «Двигатели внутреннего сгорания», «Технология обслуживания и ремонта машин в агропромышленном комплексе», «Механизация сельского хозяйства» : рек. УМО по образованию / Л. В. Грехов, И. И. Габитов, А. В. Неговора. — М. : Легион-Автодата, 2013. — 273 с.
- Система машин и оборудования для реализации инновационных технологий в растениеводстве и животноводстве Республики Башкортостан / [авт. кол.: И. И. Габитов [и др.]; науч. ред.: И. И. Габитов, С. Г. Мударисов, Г. П. Юхин, В. Г. Самосюк] ; МСХ РФ, МСХ РБ, Башкирский ГАУ, Национальная академия наук Беларуси. — Уфа : Башкирский ГАУ, 2014. — 326 с. (соавтор).
- Диагностика и техническое обслуживание машин : учебник для студентов вузов, обучающихся по направлению «Агроинженерия» / [А. Д. Ананьин, В. М. Михлин, И. И. Габитов, А. В. Неговора, А. С. Иванов]. — 2-е изд., перераб. и доп. — Москва : Академия, 2015. — 415 с.
- Диагностирование технического состояния тракторных дизелей : рекомендации / [Р. М. Баширов [и др.] ; Министерство сельского хозяйства РБ, Башкирский государственный аграрный университет. — Уфа : Башкирский ГАУ, 2017. — 26 с. (соавтор).
- Интеллектуализация технического сервиса топливоподающих систем дизелей / И. И. Габитов, А. В. Неговора, В. Ф. Федоренко ; Министерство сельского хозяйства РФ, Российский научно-исследовательский институт информации и технико-экономических исследований по инженерно-техническому обеспечению агропромышленного комплекса. — Москва : Росинформагротех, 2018. — 493 с.
- Современные средства тепловой подготовки автотракторной техники : учебное пособие / А. В. Неговора, М. М. Разяпов; рецензенты: А. Т. Кулаков, Ш. Ф. Нигматуллин ; Министерство сельского хозяйства Российской Федерации , Башкирский государственный аграрный университет. — Уфа : Башкирский ГАУ, 2020. — 156 с.
- Рекомендации производству по оперативному полевому диагностированию и регулированию топливной аппаратуры автотракторных дизелей : научно-практические рекомендации / Ф. Р. Сафин, Р. М. Баширов, А. В. Неговора ; Министерство сельского хозяйства Российской Федерации, Башкирский государственный аграрный университет. — Уфа : Башкирский ГАУ, 2022. — 56 с.

## Награды

### Награды государственные
- 2010 — Почётная грамота Министерства сельского хозяйства Российской Федерации.
- 2014 — Почётное звание «Заслуженный работник транспорта Республики Башкортостан».
- 2018 — Медаль «100 лет образования Республики Башкортостан».
- 2024 — Почётное звание «Заслуженный работник транспорта Российской Федерации».

### Награды ведомственные
- 2003 — Почётная грамота Министерства промышленности РБ.
- 2005 — Почётная грамота Министерства строительства, архитектуры и транспорта РБ.
- 2005 — Почётная грамота Министерства сельского хозяйства РБ.
- 2005 — Почётная грамота Администрации г. Уфы.
- 2005 — Почётная грамота Министерства экономического развития и промышленности РБ.
- 2005 — Почётная грамота Уфимского городского совета.
- 2008 — Медаль «За заслуги в развитии агропромышленного комплекса России».
- 2010 — Медаль «„За заслуги в развитии агропромышленного комплекса России“».
- 2018- Почётная грамота Государственного комитета РБ по торговле и защите прав потребителей.
- 2019 — Почётная грамота Администрации Городского округа г. Уфы.
- 2022 — Почётная грамота Министерства торговли и услуг РБ.
- 2024 — Медаль «450-летие основания города Уфы».